# Lijst van gemeentelijke monumenten in Den Haag/Segbroek
Het stadsdeel Segbroek in Den Haag kent 17 gemeentelijke monumenten; hieronder een overzicht.

## Bomen- en Bloemenbuurt
De Bomen- en Bloemenbuurt kent 2 gemeentelijke monumenten:
| Object                                       | Bouwjaar  | Architect                     | Locatie                   | Coördinaten                  | Nr.        | Afbeelding                    |
| -------------------------------------------- | --------- | ----------------------------- | ------------------------- | ---------------------------- | ---------- | ----------------------------- |
| Bethlehemkerk, in Nieuwe Haagse School-stijl | 1929-1931 | Meischke, J.C., Schmidt, P.   | Laan van Meerdervoort 627 | 52° 4' 25" NB, 4° 15' 42" OL | 0518/WN210 | Meer afbeeldingen             |
| Gedenkmonument majoor Thomson                | 1918      | Arend Odé en Charles van Wijk | Thomsonplein              | 52° 4' 45" NB, 4° 16' 17" OL | 0518/WN211 | Gedenkmonument majoor Thomson |

## Regentessekwartier
Het Regentessekwartier kent 5 gemeentelijke monumenten:
| Object                                                                                   | Bouwjaar                         | Architect                    | Locatie                                               | Coördinaten                  | Nr.        | Afbeelding                                                           |
| ---------------------------------------------------------------------------------------- | -------------------------------- | ---------------------------- | ----------------------------------------------------- | ---------------------------- | ---------- | -------------------------------------------------------------------- |
| Winkel met bergruimte in art-decostijl                                                   | 1917-1918                        | Welsing, W.G.                | Beeklaan 303                                          | 52° 4' 35" NB, 4° 16' 46" OL | 0518/WN628 | Meer afbeeldingen                                                    |
| Energiecentrale Den Haag in overgangsarchitectuur, wederopbouw-stijl                     | 1906; 1914-1916, 1949, 1954-1957 | Schadee, A.                  | De Constant Rebecqueplein 20                          | 52° 4' 36" NB, 4° 17' 29" OL | 0518/WN629 | Energiecentrale Den Haag in overgangsarchitectuur, wederopbouw-stijl |
| Voormalige hoofdcentrale van de Haagse Gemeentelijke Telefoondienst in wederopbouw-stijl | 1951-1955                        | Bakker, G., Vorst, van der A | De Constant Rebecquestraat 51 t/m 55, Marnixstraat 22 | 52° 4' 38" NB, 4° 17' 26" OL | 0518/WN630 | Meer afbeeldingen                                                    |
| Gedenknaald voor de koningin-regentes Emma                                               | 1905                             | A.W.M. Odé en A.F. Gips      | Regentesseplein                                       | 52° 4' 36" NB, 4° 16' 58" OL | 0518/WN633 | Meer afbeeldingen                                                    |
| Brug                                                                                     | circa 1890                       |                              | Suezkade; Conradkade                                  | 52° 4' 43" NB, 4° 17' 11" OL | 0518/WN634 | Brug                                                                 |

## Valkenboskwartier
Het Valkenboskwartier kent 5 gemeentelijke monumenten:
| Object                                                           | Bouwjaar   | Architect                    | Locatie                                       | Coördinaten                  | Nr.        | Afbeelding        |
| ---------------------------------------------------------------- | ---------- | ---------------------------- | --------------------------------------------- | ---------------------------- | ---------- | ----------------- |
| R.K. Sint Agneskerk in neogotiek-stijl                           | 1902-1903  | Albert Margry, J.M. Snickers | Beeklaan 186 en 188                           | 52° 4' 26" NB, 4° 16' 53" OL | 0518/WN717 | Meer afbeeldingen |
| Jan Jaarsma's haarden- en kachelfabriek in overgangsarchitectuur | 1906       | Oosthoek, D.                 | Fahrenheitstraat 335 t/m 341, Ampèrestraat 46 | 52° 4' 26" NB, 4° 16' 27" OL | 0518/WN718 | Meer afbeeldingen |
| Heilige Familiekerk in neoromaanse stijl                         | 1921-1922  | Jan Stuyt                    | Kamperfoelieplein 29, Kamperfoeliestraat 279  | 52° 4' 22" NB, 4° 16' 3" OL  | 0518/WN719 | Meer afbeeldingen |
| Gedenkmonument René Descartes                                    | circa 1845 | Émile de Nieuwerkerke        | Newtonplein                                   | 52° 4' 19" NB, 4° 16' 39" OL | 0518/WN632 | Meer afbeeldingen |
| Muurreclame in Overgangsarchitectuur stijl                       | 1915       |                              | Valkenboskade 209 en 211                      | 52° 4' 21" NB, 4° 16' 19" OL | 0518/WN720 | Meer afbeeldingen |

## Vogelwijk
De Vogelwijk kent 5 gemeentelijke monumenten:
| Object                                                   | Bouwjaar    | Architect     | Locatie         | Coördinaten                  | Nr.        | Afbeelding        |
| -------------------------------------------------------- | ----------- | ------------- | --------------- | ---------------------------- | ---------- | ----------------- |
| De Atlantikwall: Open geschutsopstelling P.9a            | 1942-1945   |               | Bosjes van Poot | 52° 5' 26" NB, 4° 15' 53" OL | 0518/WN727 | Meer afbeeldingen |
| Villa                                                    | 1924        | Buijs, J.W.E. | Mezenlaan 26    | 52° 4' 60" NB, 4° 15' 52" OL | 0518/WN728 | Meer afbeeldingen |
| De Atlantikwall: Batterij voor luchtafweergeschut (Flak) | 1942        |               | Westduinpark    | 52° 5' 4" NB, 4° 15' 15" OL  | 0518/WN742 | Upload foto       |
| De Atlantikwall: Radarcomplex Mammut Great               | 1943 - 1944 |               | Westduinpark    | 52° 4' 51" NB, 4° 14' 52" OL | 0518/WN743 | Upload foto       |
| De Atlantikwall: Waarnemingspost G.23                    | 1942-1945   |               | Westduinpark    | 52° 5' 6" NB, 4° 14' 38" OL  | 0518/WN744 | Upload foto       |